# Simon J. Berger
Simon Jönsson Berger, känd som Simon J. Berger, född 1 juni 1979 i Högalids församling i Stockholm, är en svensk skådespelare.

## Biografi
Simon J. Berger är son till musikern Bengt Berger och konstnären Gittan Jönsson. Han är uppvuxen i Stockholm och på Brantevik på Österlen. Han är utbildad vid Fridhems Folkhögskola och Teaterhögskolan i Malmö, där han tog examen 2007. Berger har spelat vid Scen Österlen, Lunds nya Studentteater, Malmö Stadsteater och Dramaten.
Berger blev känd för den breda TV-publiken i rollen som överklassonen Erik Westfeldt, en av de fyra huvudrollerna, i SVT:s miniserie Upp till kamp (2007) i regi av Mikael Marcimain med manus av Peter Birro. Rollen blev han erbjuden medan han fortfarande gick på Teaterhögskolan. Han hade även huvudrollen i den Oscarnominerade kortfilmen Istället för Abrakadabra, för vilken han vann Prix d'Interprétation Masculine (bäste manlige skådespelare) vid Brussels Short Film Festival. 2010 gjorde Berger debut på Dramaten som Val Xavier i uppsättningen av Mannen med Ormskinnsjackan. 2011 var han aktuell på samma scen i uppsättningen av En handelsresandes död.
2012 spelade han Paul i Torka aldrig tårar utan handskar. TV-serien blev mycket uppmärksammad och uppskattad och Bergers rolltolkning gav honom ett pris vid Gaygalan 2013. Samma år arbetade han återigen med Mikael Marcimain när han spelade en av huvudrollerna i långfilmen Call Girl. Han spelade Charles-Ingvar Jönsson i nyinspelningen av Jönssonligan kallad Den perfekta stöten 2015. Mellan 2019 och 2023 spelade han en av huvudrollerna, Adam Veile, i den norska dramaserien Exit som skildrar den norska finansvärlden. Serien blev mycket populär och var bland annat den mest strömmade serien någonsin i Norge. För sin rolltolkning nominerades han i till det norska TV-priset Gullruten 2020, i kategorin Bästa skådespelare.
Berger är dessutom medförfattare till rollspelet Skymningshem: Andra Imperiet, utgivet av Rävsvans Förlag 2004.
2008 medverkade han i Niccokicks musikvideo "The Poet".

## Filmografi
- 2007 – Upp till kamp (miniserie)
- 2008 – Istället för Abrakadabra (kortfilm)
- 2008 – Chaque minute (kortfilm)
- 2009 – Ingen kom ner (kortfilm)
- 2010 – I Anneli (TV-serie)
- 2010 – Svinalängorna
- 2010 – Våra vänners liv (TV-serie)
- 2010 – Wallander – Arvet
- 2010 – Rådjuret (kortfilm)
- 2011 – Soffan (kortfilm)
- 2011 – Anno 1790 (TV-serie)
- 2012 – Call Girl
- 2012 – Johan Falk: Alla råns moder
- 2012 – Arne Dahl: De största vatten (TV-serie)
- 2012 – Player (kortfilm)
- 2012 – Torka aldrig tårar utan handskar (TV-serie)
- 2013 – Det knullande paret (kortfilm)
- 2013 – Farliga drömmar
- 2013 – Hemma
- 2013 – Hotell
- 2013 – Rum 301 (kortfilm)
- 2014 – När sugfiskar krockar (kortfilm)
- 2014 – Viva Hate (TV-serie)
- 2015 – Jönssonligan – Den perfekta stöten
- 2015 – Modus (TV-serie)
- 2016 – Beck – Sista dagen
- 2017 – Modus (TV-serie)
- 2017 – Trädgårdsgatan
- 2018 – De dagar som blommorna blommar (TV-serie)
- 2018 – Ingen utan skuld (TV-serie)
- 2019 – Sommaren med släkten (TV-serie)
- 2019 – Hidden – Förstfödd (TV-serie)
- 2019–2021 – Exit (TV-serie)
- 2021 – Jägarna (TV-serie)
- 2021 – Drottning Margareta
- 2022 – Lill-Zlatan och morbror raring
- 2023 – Upproret
- 2023 – Slutet på sommaren (TV-serie)
- 2023 – Historien om Sverige (TV-serie)
- 2025 – Koka björn (TV-serie)
- 2025 – Tidstjuven (TV-serie)

## Teater

### Roller (ej komplett)
| År   | Roll       | Produktion                                  | Regi           | Teater     |
| ---- | ---------- | ------------------------------------------- | -------------- | ---------- |
| 2010 | Val Xavier | Mannen i ormskinnsjackan Tennessee Williams | Malin Stenberg | Dramaten   |
| 2024 | Valentine  | Lazarus David Bowie och Enda Walsh          | Stefan Larsson | Göta Lejon |